# Pilot 749 SE
Pilot 749 SE är en svensk lotsbåt som byggdes 2000 som Tjb 749 av Djupviks varv AB, Tjörn till Sjöfartsverket i Norrköping. Tjb 749 stationerades vid Kapellskärs lotsplats, Norrtälje. 2005 döptes båten om till Pilot 749 SE. Båten flyttades senare till Landsorts lotsplats.